# 소냐 간디

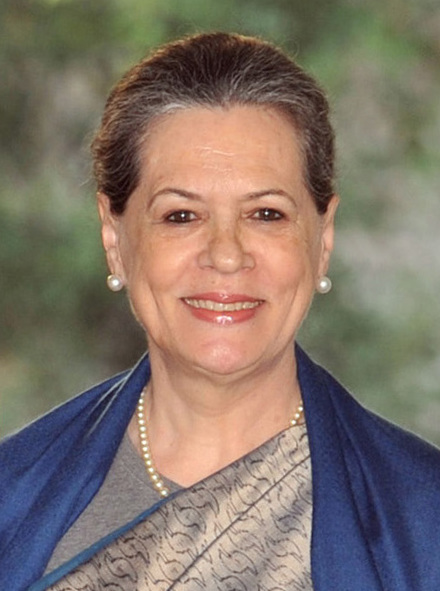
소냐 간디

소냐 간디(영어: Sonia Gandhi, 1946년 12월 9일 ~ )는 이탈리아 출신의 인도 정치인으로 라지브 간디의 아내이다. 1998년 정계에 입문하여 국민회의당 총재가 되었고, 이듬해 총선에서 당선되어 외국인으로 처음으로 의회에 진출했다.

## 생애
결혼 전 이름은 소냐 마이노(Sonia Maino)로, 1946년 이탈리아 베네토주 비첸차도 루시아나에서 건축업자의 딸로 태어났다. 1965년 영국 케임브리지 대학교 유학 시절에 당시 인도 총리인 인디라 간디의 장남 라지브 간디와 만나 1968년에 결혼하였다. 1984년 10월 31일 시어머니인 인디라 간디 총리가 시크교도 경호원에게 암살되고, 1991년 총선 유세 중이던 남편 라지브 간디가 시크교도가 설치한 폭탄 테러로 목숨을 잃자, 소냐 간디는 극도의 정치 혐오증을 보이면서 은둔 생활을 하였다.
그러다 1998년 주변의 권고로 본격적으로 정계에 입문하여 국민회의당 총재로 선출되었고, 그 해 11월 인도 지방선거를 압승으로 이끌어 지도력을 인정받아 강력한 차기 총리후보로 떠올랐다. 1999년 총선에서 간디 가문의 영향력이 큰 남부 벨라리 선거구와 아메티 선거구에서 동시에 당선되어 외국인 출신으로는 처음으로 의회에 진출하게 되었다. 그러나 당시 아탈 비하리 바지파이 총리가 이끄는 연합세력 민족민주동맹이 선거에서 승리하면서 국민회의당은 집권에 실패하게 된다. 이후 2004년 다시 집권에 성공하지만 그녀는 자신이 전면에 나서는 대신 만모한 싱 총리를 뒤에서 지원한다.
자식으로 아들 라훌 간디와 딸 프리양카 간디가 있으며, 이들도 21세기 정계에 진출해 활동 중이다.